# Thioxoéthénylidène
Le thioxoéthénylidène, ou monosulfure de dicarbone, est un composé chimique de formule C2S. Il s'agit d'un hétéroallène réactif susceptible d'être formé dans une matrice cryogénique d'argon par condensation de propadiènedithione SCCCS ou de thioxopropadiénone OCCCS sous l'effet d'un rayonnement ultraviolet. Il peut également être obtenu par décharge luminescente dans un mélange de disulfure de carbone CS2 et d'hélium, ou encore au sein d'une matrice de néon. 
Le C2S est présent an grandes quantités dans le milieu interstellaire. Il a notamment été détecté dans le TMC-1.